# Davy Crockett
David Stern Crockett (Limestone, Tennessee, 17 de agosto de 1786-San Antonio, Texas, 6 de marzo de 1836) fue un aventurero y héroe popular de Estados Unidos del siglo XIX, normalmente llamado Davy Crockett o por el nombre popular “King of the Wild Frontier” (“Rey de la frontera salvaje”). Representó a Tennessee en el Congreso de los Estados Unidos, luchó en la Independencia de Texas y murió a los 49 años de edad en la batalla de El Álamo.
Creció en el este de Tennessee, donde ganó una reputación para la caza y la narración. Después de hacerse coronel en las milicias del condado de Lawrence, en Tennessee, fue elegido para la legislatura del estado de Tennessee en 1821. En 1826, Crockett fue elegido para el Congreso de Estados Unidos, donde se oponía vehementemente a muchas de las políticas del Presidente Andrew Jackson, en particular la ley de retiro indio. La oposición de Crockett a las políticas de Jackson llevó a su derrota en las elecciones de 1834, y después a su salida de Texas. En 1836, Crockett participó en la revolución de Texas y cayó en combate en la batalla de El Álamo en marzo del mismo año.
Crockett se hizo famoso en vida por sus hazañas, y fue popularizado por juegos de la época y almanaques. Después de su muerte, se le siguieron atribuyendo actos de proporciones míticas. Estos fueron llevados en el siglo XX a la televisión y el cine, convirtiéndolo en uno de los héroes populares estadounidenses más conocidos.

## Primeros años
Davy Crockett (originalmente David de Croquetagne) nació cerca del río Nolichucky en el condado de Greene, Tennessee, descendiente principalmente de hugonotes franceses que se establecieron en Cork, Irlanda, antes de trasladarse a Donegal, también en Irlanda. Sus abuelos habían emigrado a América y la tradición dice que su padre nació durante el viaje marítimo. David fue el quinto de los nueve hijos de John y Rebecca Hawkins Crockett. Se le dio el nombre de David en honor a su abuelo paterno, que fue asesinado en su casa por amerindios en la actual Rogersville, Tennessee.
De acuerdo con las palabras de Crockett, mató un oso a los tres años de edad, un relato completamente falso que, sin embargo, es tan entretenido e irresistible que impregna de mito la historia de Crockett. En palabras de Crockett, sus primeros años estuvieron repletos de aventuras, apuros y viajes.
Poco después de empezar a ir a la escuela, Crockett abandonó su casa para evitar una tunda de su padre, muy severo. De acuerdo con el relato de Crockett, golpeó a un compañero de escuela que le había avergonzado en su primer día de clase, y para evitar la reprimenda del profesor, muy estricto, dejó de acudir a clase. Tras algunas semanas el profesor escribió al padre de Crockett exponiéndole la situación, lo que parece que le molestó, pues consideró que el dinero que había gastado en la educación de su hijo se estaba derrochando. Rechazó prestar oído a la versión de su hijo. Entonces Crockett huyó de casa para evitar la previsible tunda y pasó muchos años vagando de pueblo en pueblo. Crockett aseguró que durante este período habría visitado la mayor parte de los pueblos y aldeas de Tennessee, donde desarrolló sus habilidades como cazador y trampero.
Después de muchos años, alrededor de su decimonoveno cumpleaños, Crockett volvió a casa sin avisar. Durante los años transcurridos su padre había abierto una taberna y Crockett se detuvo allí para beber algo. Solo lo reconoció una de sus hermanas menores. Para sorpresa de Crockett la familia entera —incluyendo a su padre— se mostró más que contenta de ver que había vuelto, y acogieron a Crockett una vez más.

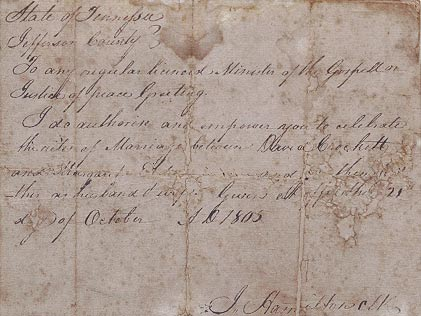
Contrato de matrimonio de Crockett con Margaret Elder, fechado en octubre de 1805.

Poco más tarde Crockett se comprometió con Margaret Elder y, aunque nunca llegaron a casarse, el contrato de matrimonio (fechado el 21 de octubre de 1805) se conserva en Dandridge, Tennessee. Está bien documentado que la prometida de Crockett cambió de idea y se casó con otro.
El 12 de agosto de 1806 Crockett se casó con Polly Finley (1788-1815). Su primer hijo, John Wesley, nació el 10 de julio de 1807, y poco después le seguiría William (nacido en 1809) y una hija, Margaret. Tras la muerte de Polly, David se casó en 1816 con una viuda llamada Elizabeth Patton, con la que tuvo tres hijos más: Robert, Rebeckah y Matilda.
El 24 de septiembre de 1813 se alistó en el Segundo Regimiento de Tiradores montados voluntarios durante noventa días y sirvió bajo el mando del coronel John Coffee Hays en la Guerra Creek. En ese período marchó hacia el sur y se adentró en la actual Alabama, donde tomó parte en la lucha. Fue relevado del servicio el 27 de marzo de 1815. Crockett fue promocionado a teniente coronel del Regimiento quincuagésimo séptimo de la Milicia de Tennessee el 27 de marzo de 1818.

## Carrera política
El 17 de septiembre de 1821 Crockett fue elegido para el Comité de Propuestas y Quejas. En 1826 y 1828 fue elegido para el Congreso de los Estados Unidos. Como congresista, Crockett apoyó los derechos de los “squatters”, o excluidos de la compra de tierras en el Oeste y que no poseían propiedad alguna. También se opuso a la Indian Removal Act del presidente Andrew Jackson. Esta oposición a Jackson causó su derrota cuando se presentó a la reelección en 1830. Sin embargo ganó cuando se volvió a presentar en 1832.
Crockett fue un acérrimo enemigo del derroche del gobierno. En su discurso titulado “Not yours to give”, fue crítico con los congresistas que querían gastar impuestos para ayudar a la viuda de un oficial de la Armada, pero no estaban dispuestos a destinar su propio salario de una semana a la causa. Describió el gasto como “inconstitucional” y la propuesta, en principio popular, se abandonó sobre todo a causa del discurso de Crockett: 

Tengo tanto respeto por la memoria de los muertos como simpatía por los sufrimientos de los vivos, sea cual sea éste, como cualquier otro hombre de este Congreso, pero no debemos permitir que nuestro respeto a los muertos o nuestra simpatía hacia parte de los vivos nos lleve a realizar injusticias sobre el equilibrio de los vivos. No daré ningún argumento para probar que el Congreso no tiene poder para emplear este dinero en un acto de caridad. Cada miembro de esta sala lo sabe. Tenemos el derecho, como individuos, a donar tanto dinero como queramos a la caridad; pero como miembros del Congreso no tenemos el derecho de apropiarnos de los fondos públicos. Se han dado algunos argumentos razonables basados en que es un deber que se les debe a los muertos. Mr. Speaker, el fallecido, vivió hasta mucho después del fin de la guerra; estuvo en su cargo hasta el día de su muerte, y nunca oí que el gobierno estuviera en deuda con él.

Todo hombre de esta sala sabe que no es un deber. No podemos, si no es mediante la mayor corrupción, apropiarnos del dinero para pagar una deuda. No tenemos la autoridad de apropiarnos de ella para emplearla en caridad. Mr. Speaker, he dicho que tenemos el derecho de donar tanto de nuestro patrimonio como deseemos. Soy el hombre más pobre de este congreso. No puedo votar por esta partida, pero daré una de mis pagas semanales para la causa, y si todos los miembros del congreso hacen lo mismo, la suma total será mayor que la partida solicitada.

En 1834 se publicó su libro titulado A Narrative of the Life of David Crockett. Crockett viajó al este para promocionar su libro y fue derrotado por poco margen en su reelección. En 1835 fue nuevamente derrotado en las elecciones, tras lo que dijo: “Le dije a la gente de mi distrito que les serviría tan fielmente como había hecho hasta ahora; pero en caso contrario... podéis iros todos al infierno, y yo iré a Texas”. Y así hizo, uniéndose a la Revolución de Texas.

## Independencia de Texas
El 31 de octubre de 1835 Crockett abandonó Tennessee para ir a Texas. Dejó escrito: “Quiero explorar Texas antes de volver”. Viajó a lo largo de Kawesch Glenn, una ruta del suroeste de importancia histórica. Llegó a Nacogdoches, Texas, a principios de enero de 1836. El 14 de enero, Crockett y otros 65 hombres firmaron un juramento ante el juez John Forbes del Gobierno Provisional de Texas por seis meses. “He prestado juramento al gobierno, me he enrolado como voluntario y salí hacia Río Grande en unos pocos días con los voluntarios de los Estados Unidos”, escribió. A cada hombre se le prometieron 4600 acres (19 km²) de tierra como pago. El 6 de febrero, Crockett y otros cinco hombres cabalgaron hasta San Antonio y acamparon a las afueras del pueblo. Más tarde fueron recibidos por James Bowie y Antonio Menchacha y llevados a la casa de Erasmo Sequin.

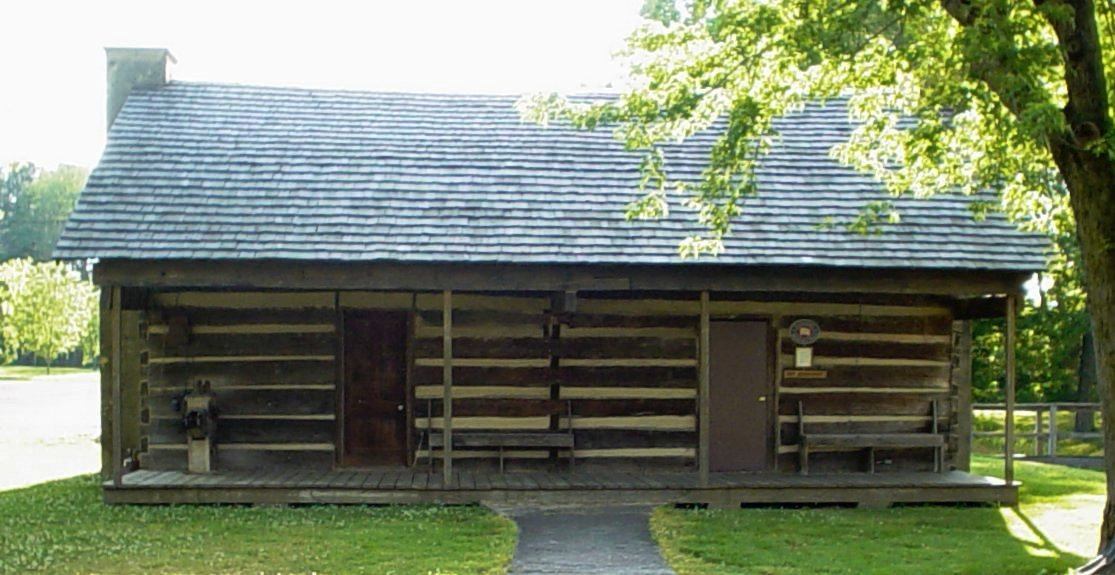
Última residencia de Crockett en Rutherford, Condado de Gibson, Tennessee.

 Texas era entonces territorio de México, y el ejército de Antonio López de Santa Anna se propuso recuperar la provincia que los colonos texanos, respaldados por la Unión Americana, pretendían separar de la República Mexicana. 
Respecto a los hechos acaecidos en la Revolución de Texas, y concretamente respecto a la muerte de Crockett en la Batalla de El Álamo, hay desacuerdos. La versión popular y que ha pasado a formar parte de la leyenda de Davy Crockett es la siguiente:
William B. Travis era el comandante a cargo del sitio a El Álamo. Su petición de auxilio, que se ha empleado para ejemplificar la leyenda del valor y fortaleza estadounidenses, fue respondida por Davy Crockett, que se unió a las fuerzas de William Travis. El ejército de Texas, que contaba con de 180 a 250 hombres, se vio abrumado por el ataque de entre 1300 y 1600 soldados mexicanos. Los comandantes mexicanos, conscientes de su superioridad numérica y estratégica, les ofrecieron la rendición. Travis, apoyado por todo su ejército, rechazó rendirse. Travis combatió junto con Crockett y Bowie contra los atacantes mexicanos durante 13 días; en ese tiempo lo más destacado de la batalla de El Álamo fueron los continuos bombardeos nocturnos por parte del ejército de Santa Anna.[cita requerida]
En el séptimo día del sitio de El Álamo, David Crockett oyó cómo la banda del ejército de Santa Anna tocaba la carga de caballería A degüello, tomada del ejército español. Entonces subió al punto más alto del fuerte, sacó su violín y comenzó a tocar junto con la banda del ejército mexicano; cuando Crockett terminó de tocar, lo único que se oía en el fuerte sitiado y en el pueblo era el silencio. Crockett, precedido por su fama, consiguió evitar que el fuerte fuese bombardeado aquella noche. La noche en que los mexicanos decidieron atacar, los texanos se defendieron tratando de evitar que El Álamo cayese en manos mexicanas.[cita requerida]
Al finalizar el asedio, un grupo de supervivientes que se habían rendido o habían sido capturados fue conducido ante Santa Anna. Aunque rogaron piedad y afirmaron que se encontraban en el fuerte por casualidad, Santa Anna ordenó su ejecución ignorando las peticiones de clemencia de su propia tropa. Según algunas fuentes, entre ellos podría haberse encontrado David Crockett.[cita requerida]

## Controversia sobre su muerte
Lo que se sabe sobre los últimos momentos de Davy Crockett es que murió en la Batalla de El Álamo. Dado que no hubo supervivientes en el lado texano, exceptuando una mujer, un esclavo y un niño que no combatieron, no se cuenta con testimonios de ese lado. La leyenda basada en testimonios indirectos dice que Crockett murió luchando. Sin embargo, una fuente histórica afirma que sobrevivió al combate y fue ejecutado por orden del mando mexicano.[cita requerida]
Efectivamente, en 1975 aparecieron evidencias que cuestionaban la versión generalmente aceptada del destino de Crockett. De acuerdo con el diario de José Enrique de la Peña, oficial del ejército mexicano, hubo siete supervivientes, entre los que se encontraba probablemente Crockett, que fueron condenados a muerte por orden del general mexicano Antonio López de Santa Anna. Crockett, de acuerdo con el testimonio de Peña, fue identificado ante Santa Anna por el general Manuel Fernández Castrillón, quien, junto con otros dos oficiales, abogó ante Santa Anna por la vida de Crockett. Santa Anna rechazó su petición y, según el relato de Peña, "los atormentaron antes de hacerles morir, y estos desgraciados murieron quejándose, pero sin humillarse á sus verdugos".
Las críticas a este testimonio tendían a discutir la validez de dos puntos clave. Primero, que no hay ningún otro testimonio que asegurara en ese tiempo que Crockett sobreviviese a la batalla, ni documentación alguna en los archivos del gobierno mexicano. Tampoco hay registros personales de cualquier otra persona presente en la Batalla de El Álamo que aporten ningún indicio de que hubiera supervivientes entre los defensores de El Álamo, aunque como en todo asalto tuvo que haber algún defensor que o bien intentara rendirse o bien fuera capturado herido o conmocionado, además de los que no pudieran defenderse o combatir por estar heridos o enfermos en la enfermería (también es cierto que pudieron ser ejecutados directamente en el curso del asalto). En segundo lugar, aún hoy en Estados Unidos se cuestiona si el diario de Peña pudo ser una falsificación deliberada con la intención de presentar a Santa Anna con una personalidad mucho menos diabólica que la que los historiadores estadounidenses, y especialmente los texanos, habían descrito de forma general. La mayoría de los historiadores estadounidenses creen que lo más probable es que Crockett falleciera en los últimos minutos del asedio, habiéndose retirado desde El Álamo a los barracones con una docena de los hombres de Travis. Dos testigos comentaron que Crockett murió en combate: Susanna Dickinson, esposa de un oficial, menciona que Crockett quizás murió en el asalto ya que vio su cuerpo entre los barracones y la capilla, y el esclavo de Travis, Joe, dijo que vio a Crockett muerto entre los cuerpos de los caídos, aunque ninguno pudo atestiguar sobre el momento de su muerte[cita requerida]. 
Como puede verse, se trata de testimonios indirectos, que carecen del peso del diario de Peña, y que pretenden salvar la imagen del héroe estadounidense, que no se rinde y lucha hasta la muerte[cita requerida]. Por el contrario, siguiendo a Peña, demostró valor, pero quiso salvar su vida aduciendo que se había visto sorprendido por el conflicto, refugiándose en el fuerte "por temor de no ser respetado por su calidad de extranjero".

## Funeral
La mayoría de las fuentes indican que Crockett y el resto de los defensores de El Álamo fueron incinerados en masa[cita requerida]. Hay testimonios sin confirmar que indican que algunos mexicanos que fueron contratados para quemar y sepultar los cuerpos retiraron a Crockett y lo llevaron hasta un lugar secreto, y le enterraron allí antes de que su cuerpo fuera quemado. Algunos dicen que fue secretamente transportado de vuelta a Tennessee para impedir que Santa Anna usase su cuerpo como un trofeo. Exceptuando estas teorías, lo más probable es que el cuerpo de Crockett fuese quemado con el resto de los defensores de El Álamo en una gran pira funeraria tras la derrota de El Álamo.[cita requerida]
Su tumba reza: “Davy Crockett, pionero, patriota, soldado, trampero, explorador, legislador del estado, congresista, martirizado en El Álamo. 1786—1836”.[cita requerida]

## Descendencia
Una de las citas de Crockett, que fueron publicadas entre 1835 y 1856 (junto con las de Daniel Boone y Kit Carson) es:

Asegúrate siempre de estar en lo cierto, y entonces avanza.

En 1838 Robert Patton Crockett viajó a Texas para administrar unas reclamaciones de tierras de su padre. En 1854 Elizabeth viajó a Texas, donde murió en 1860. John Wesley Crockett fue congresista de los Estados Unidos, cargo que ejerció en dos legislaturas consecutivas antes de retirarse en 1843.

## Crockett en los medios de comunicación

### Radio y televisión
Su leyenda se vio revitalizada por Walt Disney, que produjo una serie de televisión de tres episodios inspirada en su vida, con Fess Parker en el papel de Davy Crockett. Los nombres de los episodios fueron: Davy Crockett, Indian Fighter; Davy Crockett Goes to Congress; y Davy Crockett at the Alamo. Estos fueron emitidos por la ABC entre el 25 de diciembre de 1954 y el 23 de febrero de 1955. El último episodio muestra Crockett luchando en El Álamo en un combate mano a mano.
La serie alcanzó un gran éxito, y se hicieron muy populares entre los niños de la época las gorras de castor como el que llevaba Parker. Disney dijo que si hubiera previsto el éxito de la serie no habría rodado solo tres episodios. Davy Crockett volvió a aparecer más tarde en una producción de Disney en dos episodios más: Davy Crockett's Keelboat Race y Davy Crockett and the River Pirates. En estos dos episodios Crockett se enfrentó a Mike Fink, otra leyenda estadounidense.
La publicidad de Davy Crockett, King of the Wild Frontier también avivó el interés de los niños británicos de 1956 por Crockett. Estas aventuras de Crockett se recogen en libros como la serie de Nigel Molesworth, de Geoffrey Willans y Ronald Searle.
Disney mostró a Crockett como un héroe fronterizo, el símbolo del patriotismo. Crockett sería el que arrebató Texas a los mexicanos y logró la victoria y sería también el responsable de imbuir al pueblo estadounidense con la idea de que los Estados Unidos ganarían cualquier combate a cualquier precio. La serie se emitió durante la Guerra Fría, lo que contribuyó a que un héroe semejante encontrara la aceptación del público. 
La canción de 1955 The Ballad of Davy Crockett (La balada de Davy Crockett) acompañaba a la serie de televisión. Ese año, cuatro versiones de la canción aparecieron en las listas de éxitos. Tres de ellas (una de Bill Hayes; una del actor de la serie Fess Parker y otra de “Tennessee” Ernie Ford) llegaron al top 10 de Estados Unidos simultáneamente, llegando la de Hayes al número 1. Dicha canción ha sido versionada en español como "Pancho López" por varios intérpretes.
Crockett fue mencionado varias veces en la última temporada de Star Trek: Deep Space Nine. Los personajes Miles O'Brien y Julian Bashir le tenían cariño a Crockett y a sus últimos días en El Álamo, y a menudo representaban estos acontecimientos en la holocubierta de la Deep Space 9.

### Películas
Después de que se desvaneciese el efecto de la serie de Disney, John Wayne encarnó a Crocket en la película de 1960 The Alamo (la primera película que dirigió). Una versión de John Lee Hancock, más reciente, también se titula The Alamo (2004). En esta ocasión, Crockett, encarnado por Billy Bob Thornton, es mostrado como un hombre que trata de minimizar su propia leyenda, sin poder escapar de ella. Esto quedó plasmado en una escena en la que Crockett, hablando con Bowie, dice: “Si sólo fuera yo, simplemente el viejo David de Tennessee, derribaría ese muro alguna noche y tentaría a mi suerte. Pero ese Davy Crocket... todos tienen un ojo puesto en él”.
Otros actores que han representado el papel de Davy Crockett son:
- Charles K. French (Davy Crockett - In Hearts United, 1909, película muda)
- Dustin Farnum (Davy Crockett, 1916, película muda)
- Cullen Landis (Davy Crockett at the Fall of the Alamo, 1926, película muda)
- Jack Perrin (The Painted Stallion, 1937)
- Lane Chandler (Heroes of the Alamo, 1937)
- Robert Barrat (Man of Conquest, 1939)
- George Montgomery (Davy Crockett, Indian Scout, 1950)
- Trevor Bardette (The Man from the Alamo, 1953)
- Arthur Hunnicutt (The Last Command, 1955)
- James Griffith (The First Texan, 1956)
- John Wayne (The Alamo, 1960)
- Brian Keith (The Alamo; Thirteen Days of Glory, 1987)
- Merrill Connally (Alamo: The Price of Freedom, 1988)
- Johnny Cash (Davy Crockett: Rainbow in the Thunder, 1988)
- Tim Dunigan (Davy Crockett: Rainbow in the Thunder, Davy Crockett: A Natural Man, Davy Crockett: Guardian Spirit, Davy Crockett: Letter to Polly, 1988-1989, parte de la serie antológica de Disney The Magical World of Disney)
- David Zucker (The Naked Gun 2 1/2: The Smell of Fear, 1991, su personaje hace un pequeño cameo)
- John Schneider (Texas, 1994)
- Scott Wickware (Dear America: A Line in the Sand, 2000)
- Justin Howard (The Anarchist Cookbook, 2002)
- Billy Bob Thornton (The Alamo, 2004)